# 1413 Roucarie
Az 1413 Roucarie (ideiglenes jelöléssel 1937 CD) a Naprendszer kisbolygóövében található aszteroida. Louis Boyer fedezte fel 1937. február 12-én, Algírban.